# Hugo I. von Lusignan
Hugo I. von Lusignan, genannt „der Jäger“ (lateinisch Venator), war der erste Herr von Lusignan und Stammvater des Adelshauses Lusignan. Er wird in der Chronik der Abtei Saint-Maixent erwähnt.
Sein Sohn und Nachfolger war Hugo II. von Lusignan, genannt „der Gütige“, der Erbauer der Burg Lusignan.